# 汤右曾

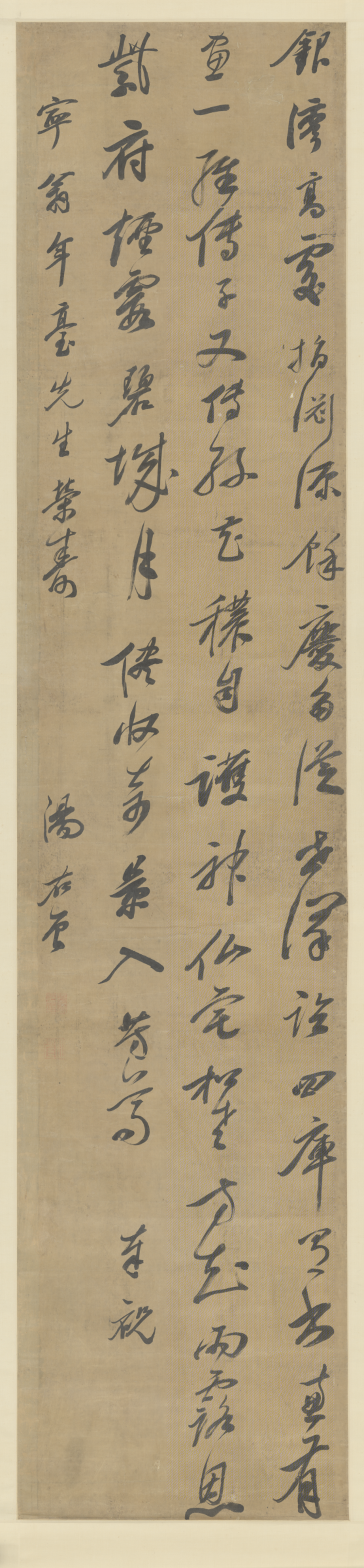
汤右曾行书七言寿诗（北京故宫博物院藏）

湯右曾（1656年—1721年），字西厓，浙江仁和（今杭州）人。

## 生平
康熙二十七年（1688年）戊辰年二甲進士，改庶吉士，散館授編修。康熙三十九年，授刑科給事中，彈劾永藻與總督石琳於黎人爭鬥事。四十四年轉河南學政。四十八年，迁奉天府府丞。四十九年，迁光禄寺卿。五十年，转太常寺卿、通政使。五十一年，擢翰林院掌院学士。次年授吏部侍郎，仍兼翰林院掌院學士。六十年，解侍郎職，专领掌院学士。次年病卒。
诗与朱彝尊齐名，並為浙派領袖，康熙帝以“叢香密葉待詩公”賜之，目為“詩公”。著有《懷清堂集》20卷。

## 延伸阅读
[在维基数据编辑]
 《清史稿/卷266》，出自趙爾巽《清史稿》